# Stadion Narodowy w Wilnie
Stadion Narodowy – wielofunkcyjny stadion w Wilnie, na Litwie. Budowa stadionu rozpoczęła się jeszcze za czasów ZSRR, w 2010 prace budowlane zostały zatrzymane. Stadion miał być wybudowany do końca 2016 roku. Na tym stadionie będzie rozgrywała swoje mecze reprezentacja Litwy w piłce nożnej. Stadion będzie posiadać 25 000 miejsc.